# Перитонит
Перитонитът (на латински: peritonitis – periton – коремница + -itis – възпаление) е тежко възпалително заболяване на коремницата. Той е възпалителен подсиндром на острия хирургичен корем, протича с местни и общи прояви от страна на организма и изисква спешна хирургична намеса. Възпалението на коремницата може да е обусловено от физични, химични или биологични фактори, но независимо от причината винаги завършва като инфекциозно.

## Класификация
Според начина на възникване перитонитът може да бъде първичен и вторичен. При първичния перитонит (около 1% от всички перитонити), наричан още криптогенен, възпалението на коремницата възниква чрез разпространение на инфекцията от огнище извън коремната кухина по хематогенен или лимфогенен път. При вторичните перитонити, които преобладават, възпалението възниква в коремната кухина.
Според причината за възникване перитонитът бива бактериален, химичен и биологичен. В последните два случая възпалението започва като асептично, провокирано от навлизането на биологично активни течности в коремницата (кръв, урина, стомашен сок), но винаги завършва като бактериално.
Според реактивността на организма: остър, подостър и хроничен перитонит.
Според стадия перитонитът е:
- в реактивен стадий (първите 24 часа);
- в токсичен стадий (от 24 до 72 час);
- в терминален (агонален) стадий (след 72 час).

Според типа на ексудата: серозен, серозно-фибринозен, хеморагичен, фекулентен и гноен.
Според броя на причинителите: монобактериален и полибактериален.
Според разпространеността на процеса:
- Локален перитонит:
  - ограничен – възпалението се ограничава под формата на абсцес;
  - неограничен – възпалението е местно, но не е ограничено и засяга една анатомична област.
- Разпространен перитонит:
  - дифузен – възпалението се разпространява, но не засяга повече от 2 етажа на коремната кухина;
  - разлят – възпалението засяга повече от 2 етажа на коремната кухина;
  - тотален – възпалението е пълно и разпространено по цялата коремна кухина.

## Етиология
Причините за възникване на перитонеално възпаление са многообразни. Обикновено перитонитът е следствие от възпалителни или травматични заболявания на коремните органи, влизащи в групата на острия хирургичен корем (перфорация на язва на стомаха или дванадесетопръстника, апендицит, холецистит, панкреатит, остра чревна непроходимост, емболия или тромбоза на съдовете на мезентериума, травматични и патологични перфорации на кухи коремни органи при огнестрелни, прободни или други наранявания, ракови процеси и т.н.). В редки случаи перитонитът може да е резултат от бактериално възпаление извън коремната кухина, което навлиза в нея по хематогенен или лимфен път (абсцеси и гнойни възпаления в гръдната кухина или половите органи при жените – стрептококов, пневмококов, гонококов перитонит и т.н.). Конкретната причина за развитие на перитонит е навлизането и размножаването на бактериални микроорганизми в коремната кухина, на което организмът отговаря с възпаление от страна на пристенната и органната коремница.

## Патогенеза
Коремницата притежава собствени защитни механизми, чрез които се осъществява очистването и предпазването на коремната кухина.
- Коремницата има значителни способности да резорбира и насочва бактерии към локалните лимфни колектори.
- Мезотелните клетки в повърхностния слой на коремницата могат да се трансфомират в макрофаги при нужда и да осигуряват имунната защита на организма при възпалителен процес.
- В самата перитонеална кухина циркулират клетки на имунната система (моноцити, лимфоцити и т.н.).
- Коремницата може да се „придвижва“ към възпалителния процес и да го ограничава чрез стимулиране образуването на фибрин.

Симптоматиката при острите перитонити може да се раздели на обща и местна. Тя зависи от давността на заболяването, възрастта на болния и реактивността на организма. С оглед клиничната картина, лечението и прогнозата се разглеждат следните стадии на перитонита:
- Начален стадий: от началото на заболяването до 6-12-ия час. Болката е основният клиничен признак. Тя е силна, постоянна и е локализирана в областта на засегнатия коремен орган с постепенно дифузно разпространение. Артериалното налягане е нормално, а температурата се повишава до 38 градуса С. Постепенно се появяват позиви за повръщане и силна жажда. Болният „щади“ корема и заема принудително присвито положение на тялото. При палпация се установява болезненост по целия корем. Коремът е напрегнат с ясни данни за мускулна защита.
- Късен стадий: той обхваща периода от 12-24-тия час до четвъртото денонощие. Тежкото общо състояние е изписано на лицето на болния като facies Hippocratica – изострени черти на лицето, хлътнали очи с тъмни кръгове под тях и ноздрено дишане. Телесната температура е повишена, пулсът е мек, артериалното налягане спада рязко. Повръщанията от болния не са така обилни, а дефекацията спира. При аускултация на целия корем се установява т.нар. гробна тишина – перисталтиката не се долавя и се установява пълна тишина.
- Терминален стадий: след първото денонощие състоянието на болния става крайно тежко с опасност за живота му. Съзнанието е замъглено, болният е отпуснат и адинамичен, пулсът е филиформен и едва се напипва. Повръщането добива характер на vomito nigro (повръщане на черни материи), което е също лош прогностичен белег.

## Лечение
Лечението на общия гноен перитонит е комплексно, като водещо е оперативното лечение. Локално, по време на операцията могат да се поставят антибиотици и фибринолитици.